# Trapphus

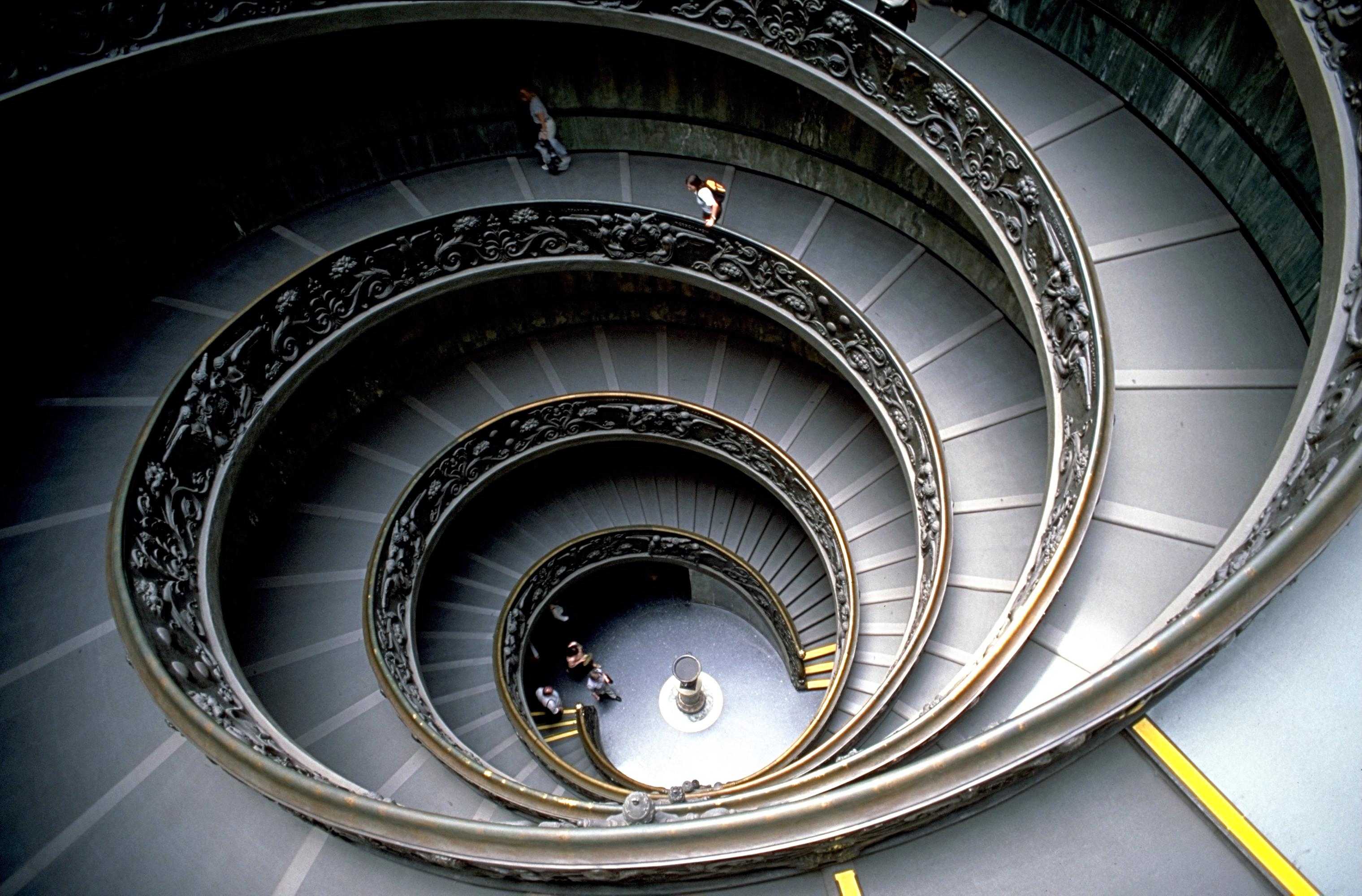
Spiraltrappa (dubbel helix) Vatikanmuseerna

Ett trapphus är en byggnadsdel som inrymmer en trappa. 
I många fall är trappan i ett trapphus en utrymningsväg vid brand, och trapphuset är då avskilt från byggnaden och ansluter via branddörrar. 